# Station Asnières-sur-Seine
Station Asnières-sur-Seine is een spoorwegstation aan de spoorlijn Paris-Saint-Lazare - Le Havre. Het ligt in de Franse gemeente Asnières-sur-Seine, op minder dan 100 meter van Courbevoie in het departement Hauts-de-Seine (Île-de-France).

## Geschiedenis
Het station werd op 5 augustus 1838 geopend bij de opening van de spoorlijn Paris - Saint-Germain-en-Laye. In 1839 werd het station aangesloten op de spoorlijn Paris-Saint-Lazare - Versailles-Rive-Droite, het station werd een splitsingsstation. In 1851 werd het station aangesloten op de ligne d'Argenteuil, het station werd een driedubbel splitsingsstation.

## Ligging
Het station ligt op kilometerpunt 4,516 van de volgende spoorlijnen: (van noord naar zuid)
- Paris-Saint-Lazare - Mantes-Station via Conflans-Sainte-Honorine (Groupe VI)
- Paris-Saint-Lazare - Ermont-Eaubonne (Groupe IV)
- Paris-Saint-Lazare - Le Havre (Groupe V)
- Paris-Saint-Lazare - Versailles-Rive-Droite (Groupe II)
- Paris-Saint-Lazare - Saint-Germain-en-Laye (Groupe III)

## Diensten
Het station wordt aangedaan door verschillende treinen van Transilien lijn L:
- Tussen Paris Saint-Lazare en Bécon-les Bruyères
- Tussen Paris Saint-Lazare en Nanterre - Université
- Tussen Paris Saint-Lazare en Versailles - Rive Droite/Saint-Nom-la-Bretèche - Forêt de Marly

Ook doen treinen van Transilien lijn J tussen Paris Saint-Lazare en Ermont-Eaubonne het station aan.

## Vorige en volgende stations
| Richting                                                        | Vorig station      | Lijn    | Volgend station                            | Richting           |
| --------------------------------------------------------------- | ------------------ | ------- | ------------------------------------------ | ------------------ |
| Ermont-Eaubonne                                                 | Bois-Colombes      | Trans J | Paris Saint-Lazare                         | Paris Saint-Lazare |
| Nanterre - Université                                           | Bécon-les Bruyères | Trans L | Paris Saint-Lazare                         | Paris Saint-Lazare |
| Versailles - Rive Droite Saint-Nom-la-Bretèche - Forêt de Marly | Bécon-les Bruyères | Trans L | Paris Saint-Lazare (of Clichy - Levallois) | Paris Saint-Lazare |
| Bécon-les Bruyères                                              | Bécon-les Bruyères | Trans L | Clichy - Levallois                         | Paris Saint-Lazare |